# Ctimene trispilata
Ctimene trispilata är en fjärilsart som beskrevs av W. Warren 1897. Ctimene trispilata ingår i släktet Ctimene och familjen mätare. Inga underarter finns listade i Catalogue of Life.